# Lakarp
Lakarp är en by bestående av en ensam gård i södra Ödeshögs socken i Ödeshögs kommun.
Lakarps gård gränsar i norr till Holkaberg, i öster till Kopparp, i söder till Norra Kärr och i väster till byarna Porsarp och Narbäck. Lakarp omfattar ½ mantal och har en areal av 50 ha. Byn är sannolikt medeltida och är första gången nämnd i skriftliga källor 1571 då en Håkan är nämnd i samband med Älvsborgs lösen. 
1620 antecknades att Anders i Lakarp hade en häst, en oxe, tre kor, en kviga, sju getter, sex får och ett svin. Han hade åker till 2 tunnors utsäde, alltså ungefär två tunnland öppen, odlad åker.

## Skatteköp
Lakarp har aldrig skiftats. Den skatteköptes troligen i början av 1700-talet av Jöns Månsson. Sedan slutet av 1600-talet har den ägts i minst 10 generationer i nedstigande led.

## Lakarp i domböckerna
Vid ting 1635 klagade Per i Kopparp över att Olof i Lakarp hade en brännvinspanna i pant av Pers moder för åtta daler. Olof hade redan fått sex daler och Per ville betala de återstående två dalerna och få tillbaka brännvinspannan. Men Olof hade tydligen slagit sönder pannan. Rätten ålade Olof att återlämna pannan eller betala värdet. 
År 1655 den 11 september klagade hustrun Karini Öjan vid tinget att Tore i Lakarp för åtta dagar sedan slagit hennes man, Nils i Öjan. Han låg till sängs och orkade inte någonting. Tore svarade att han inte slog honom mera än med handen. Hustru Karin sade att Tore hov honom av hästen, så att han därav bröt sig i halsen och att han pustar bara blodet. Tore i Lakarp fälldes vid tinget 1656 att betala tre daler för att han gav Nils i Öjan blodvite.
År 1670 den 11 och 12 mars hölls ting i Gränna och då påstod Arvid i Narbäck (son till Sven Månsson i Narbäck) att Mårten Larsson i Björstorp stulit en stut från honom. Stuten hade stulits från Lakarps gärde den 6 oktober 1669. Mårten Larsson erkände stölden. Han hade slaktat stuten och när stölden uppenbarades hade han kastat huden och talgen. Stuten värderades till 20 daler och Mårten dömdes att böta tredubbla värdet.
Det är intressant att konstatera att en misshandel (kanske tom att bedöma som grov misshandel) renderade böter med tre daler medan stöld av en stut hade ett 20 gånger högre straffvärde.

## Lakarp under Narbäck
1655 uppges det att Lakarp brukas av Sven i[Narbäck. Därefter är Sven antecknad fram till och med 1659. 
Vid sommartinget i Åby 1689 hade befallningsmannen Jonas Wahlberg inlämnat en skrift rörande hemmanet Lakarp med bröderna Arvid och Per Svensson i Narbäck. Hemmanet var till hus och ägor illa medfaret.

## Nya ägare
Befallningsmannen Wahlbergs skrift vid tinget 1689 ledde troligen till att en ny brukare kom till Lakarp. Det var Jöns Månsson.
Jöns Månsson tycks ha varit en stridbar man. Vid tinget 1690 förekom en tvist mellan honom och Per Svensson i Narbäck rörande rätten till en utmark. Vid vintertinget i Åby den 6 mars 1691 dömdes Jöns Månsson i Lakarp till böter för olaga ekehygge. Ekar tillhörde kungen och fick inte huggas av gemene man utan tillstånd.